# 中内田
中内田（なかうちだ）は静岡県菊川市の大字。

## 地理
菊川市の西部、内田地区の北部に位置する。東で、西で掛川市上内田・子隣・高瀬、南で下内田・月岡・耳川、北で西方と接する。

### 河川
- 上小笠川

### 字一覧
40以上の字がある（2018年（平成30年）10月16日現在）。
- 酒前（さかまえ）
- 東ノ坪（ひがしのつぼ）
- 頼実（よりざね）
- 谷田（やたべ）
- 押切（おしきり）
- 辻ノ前（つじのまえ）
- 御門前（みかどまえ）
- 舟木（ふなき）
- 本屋敷（ほんやしき）
- 篭田（かごた）
- 御門（みかど）
- 北御門（きたみかど）
- 喜蔵ケ谷（きぞうがや）
- 五反田（ごたんだ）
- 高畑（たかはた）
- 広畑（ひろはた）
- 竹ノ谷（たけのや）
- 下ノ坪（したのつぼ）
- 柳坪（やなぎつぼ）
- 黒木（くろき）
- 栗原（くりばら）
- 山田（やまだ）
- 森前（もりまえ）
- 小池田（こいけだ）
- 山奥（やまおく）
- 入切（いりきり）
- 向田（むかいだ）
- 野添（のぞえ）
- 水洗（みずあらい）
- 大布（おおぬの）
- 大島（おおしま）
- 大鹿（おおじか）
- 札田（ふだた）
- 井荒田（いあらた）
- 山本（やまもと）
- 姥ケ谷（うばがや）
- 栗林（くりばやし）
- 池沼（いけぬま）
- 月岡東（つきおかひがし）
- 木舟（きぶね）
- 久保（くぼ）

## 歴史

### 沿革
- 1889年（明治22年）4月1日 - 町村制の施行により、城東郡中内田村が周辺の村と合併し、改めて城東郡中内田村となる[WEB 7]。旧村名は中内田村の大字として残る[WEB 8]。
- 1896年（明治29年）4月1日 - 郡制の施行により所属郡が小笠郡に変更。
- 1942年（昭和17年）6月1日 – 中内田村と下内田村が合併し、内田村となる。
- 1954年（昭和29年）1月1日 – 内田村が堀之内町・横地村・六郷村・加茂村と新設合併を行い、菊川町が発足する。
- 1962年（昭和37年）12月1日 - 掛川市上内田・子隣との間で境界変更を実施。
- 2005年（平成17年）1月17日 – 菊川町が小笠町と新設合併を行い、菊川市となる。

## 施設
- パーカーアサヒ静岡工場
- 遠州運輸 本社
- 有限会社山崎鋳造 本社・本社工場
- 内田第一茶農業協同組合
- 内田第ニ茶農業協同組合
- 内田第三茶農業協同組合
- ファミリーマート菊川中内田店

## 交通

### バス
- 菊川市コミュニティバス菊川西循環コース：中内田上地区集落センター - 矢崎 - 御門 - 応声教院前 - 政所南 - 内田地区センター（ - 平尾内区間 - ）西平尾（ - 菊川市立総合病院 方面）

### 道路
- 静岡県道79号吉田大東線
- 静岡県道386号小笠掛川線

## その他

### 学区
小学校・中学校の学区は以下の通りである。
| 番・番地等 | 小学校             | 中学校               |
| ---------- | ------------------ | -------------------- |
| 全域       | 菊川市立内田小学校 | 菊川市立菊川西中学校 |

### 警察
警察の管轄区域は以下の通りである。
| 番・番地等 | 警察署     | 交番・駐在所 |
| ---------- | ---------- | ------------ |
| 全域       | 菊川警察署 | 菊川駅前交番 |

### WEB
1. ↑  “h02_22.csv”.   総務省 (2022年2月10日). 2025年2月4日閲覧。
2. ↑  “静岡県菊川市 (22224)”.   人文学オープンデータ共同利用センター. 2025年2月4日閲覧。
3. ↑  “静岡県 菊川市 中内田の郵便番号 - 日本郵便”.   日本郵便. 2025年2月4日閲覧。
4. ↑  “市外局番の一覧”.   総務省 (2022年3月1日). 2025年2月4日閲覧。
5. ↑  “事業所案内及び管轄地域（事務所3件、分室3件）”.   一般社団法人静岡県自動車会議所. 2025年2月4日閲覧。
6. ↑  “菊川市小字一覧 - 静岡県オープンデータ”.   静岡県 (2018年10月16日). 2025年2月4日閲覧。
7. ↑  “historyofcities.pdf”.   静岡県総務部合併推進室・財団法人静岡県市町村振興協会. 2025年2月4日閲覧。
8. ↑  “解説ページ”.   株式会社エア. 2025年2月4日閲覧。
9. ↑  “菊川市／通学区域一覧”.   菊川市 (2024年4月1日). 2025年2月4日閲覧。
10. ↑  “交番駐在所一覧表｜静岡県警察”.   静岡県警察 (2023年6月12日). 2025年2月4日閲覧。